# العلاقات الغينية الكوبية
العلاقات الغينية الكوبية هي العلاقات الثنائية التي تجمع بين غينيا وكوبا.

## مقارنة بين البلدين
هذه مقارنة عامة ومرجعية للدولتين:
| وجه المقارنة                                              | غينيا       | كوبا                              |
| --------------------------------------------------------- | ----------- | --------------------------------- |
| المساحة (كم2)                                             | 245.86 ألف  | 109.88 ألف                        |
| عدد السكان (نسمة)                                         | 12.72 مليون | 11.48 مليون                       |
| الكثافة السكانية (ن./كم²)                                 | 51.74       | 104.48                            |
| العاصمة                                                   | كوناكري     | هافانا                            |
| اللغة الرسمية                                             | لغة فرنسية  | اللغة الإسبانية                   |
| العملة                                                    | فرنك غيني   | بيزو كوبي، بيزو كوبي قابل للتحويل |
| الناتج المحلي الإجمالي (بليون دولار)                      | 10.50 مليار | 87.13 مليار                       |
| الناتج المحلي الإجمالي (تعادل القوة الشرائية) بليون دولار | 15.24 مليار |                                   |
| الناتج المحلي الإجمالي الاسمي للفرد دولار أمريكي          | 531         |                                   |
| الناتج المحلي الإجمالي للفرد دولار أمريكي                 | 1.22 ألف    |                                   |
| مؤشر التنمية البشرية                                      | 0.411       | 0.769                             |
| رمز المكالمات الدولي                                      | +224        | +53                               |
| رمز الإنترنت                                              | .gn         | .cu                               |
| المنطقة الزمنية                                           | 00          | 00                                |

## منظمات دولية مشتركة
يشترك البلدان في عضوية مجموعة من المنظمات الدولية، منها:
| علم المنظمة | اسم المنظمة                                 | تاريخ انضمام غينيا | تاريخ انضمام كوبا |
| ----------- | ------------------------------------------- | ------------------ | ----------------- |
|             | يونسكو                                      | 2 فبراير 1960      | 29 أغسطس 1947     |
|             | الاتحاد البريدي العالمي                     | ?                  | ?                 |
|             | منظمة الشرطة الجنائية الدولية               | ?                  | ?                 |
|             | الأمم المتحدة                               | 12 ديسمبر 1958     | 24 أكتوبر 1945    |
|             | منظمة حظر الأسلحة الكيميائية                | ?                  | ?                 |
|             | مجموعة دول أفريقيا والكاريبي والمحيط الهادئ | ?                  | ?                 |
|             | منظمة التجارة العالمية                      | 25 أكتوبر 1995     | ?                 |

## وصلات خارجية
- موقع وزارة الخارجية الكوبية